# Kabgayi

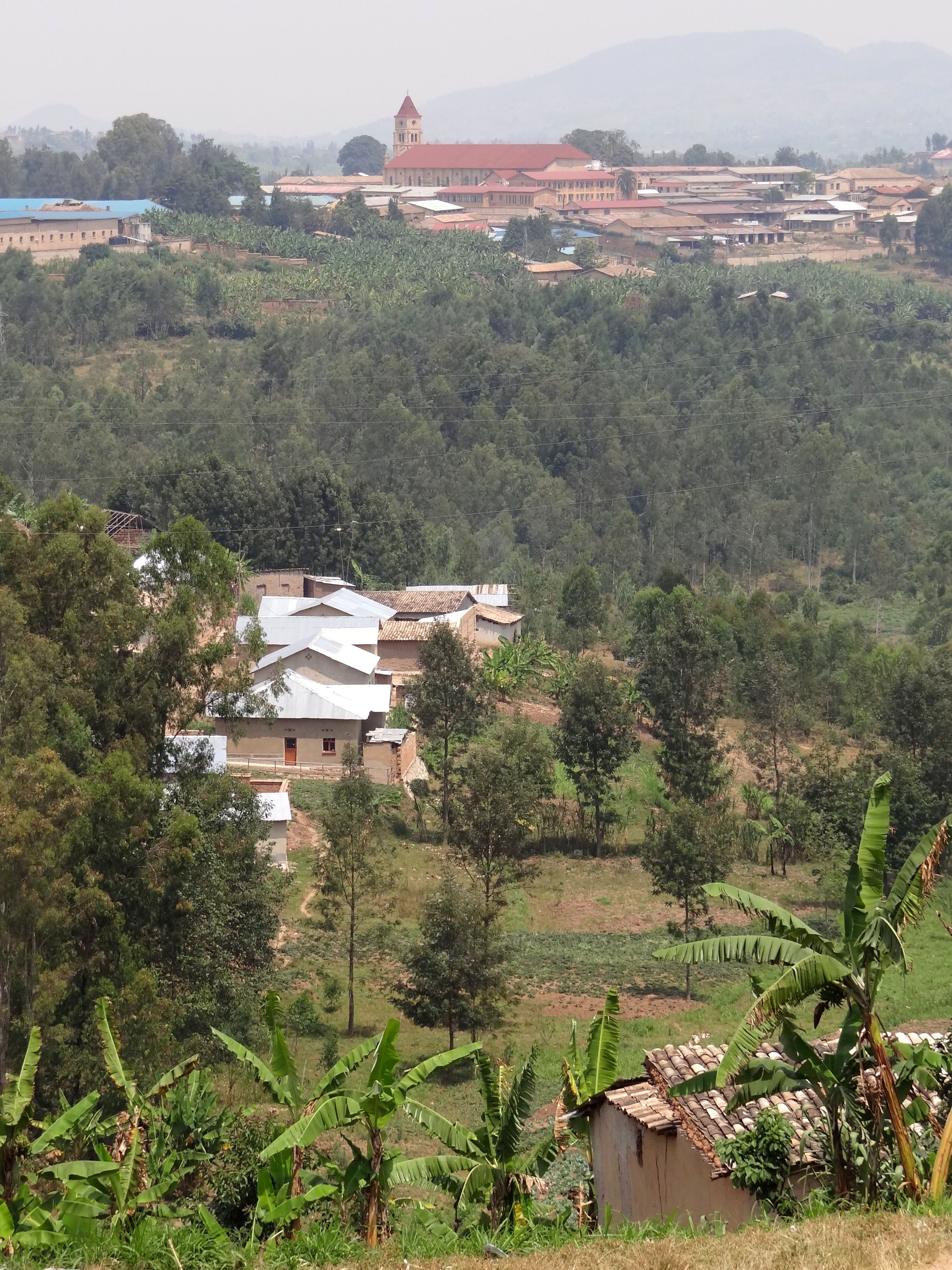
Vue de Kabgayi avec la cathédrale au fond

Kabgayi est une localité du Rwanda dépendant de Gitarama située dans la Province du Sud, près de Gitarama, à 40 kilomètres au sud-ouest de Kigali. C'est un haut-lieu du catholicisme, archevêché de 1959 à 1976, qui abrite la cathédrale Notre-Dame-de-l'Immaculée-Conception construite en 1923 et un musée.

## Géographie
La ville se situe au milieu du plateau central du Rwanda à une altitude de 1 800 mètres. Elle jouit d'un climat doux et tempéré avec deux saisons des pluies.
Le sol des environs est relativement sableux. Les environs sont habités par des populations agricoles qui traditionnellement étaient divisées en Tutsis (15 % de la population, essentiellement pasteurs et guerriers) et Hutus (85 % de la population essentiellement laboureurs).

## Histoire

### Les débuts
La mission a été fondée du temps de l'administration coloniale allemande par les missionnaires catholiques de la Société des missionnaires d'Afrique (Pères blancs) en février 1905 qui obtiennent 120 hectares de terres de la part du roi Musinga. Elle dépend alors du vicariat apostolique du Victoria Nyanza méridional dirigé par l'Alsacien, Mgr Jean-Joseph Hirth (1854-1931), qui se retire à Kabgayi à partir de 1921. Les missionnaires s'engagent dans un grand programme de constructions, d'abord de maisons, puis de l'église et de la mission en elle-même, ce qui requiert la formation d'un grand nombre d'ouvriers, d'artisans et de personnel de service. Cette demande de main d'œuvre cause une certaine tension avec le conseil du roi tribal. En réponse, les autorités coloniales allemandes informent les missionnaires qu'ils doivent obtenir l'autorisation du roi et qu'elles-mêmes ne sauraient s'impliquer dans une aide quelconque.

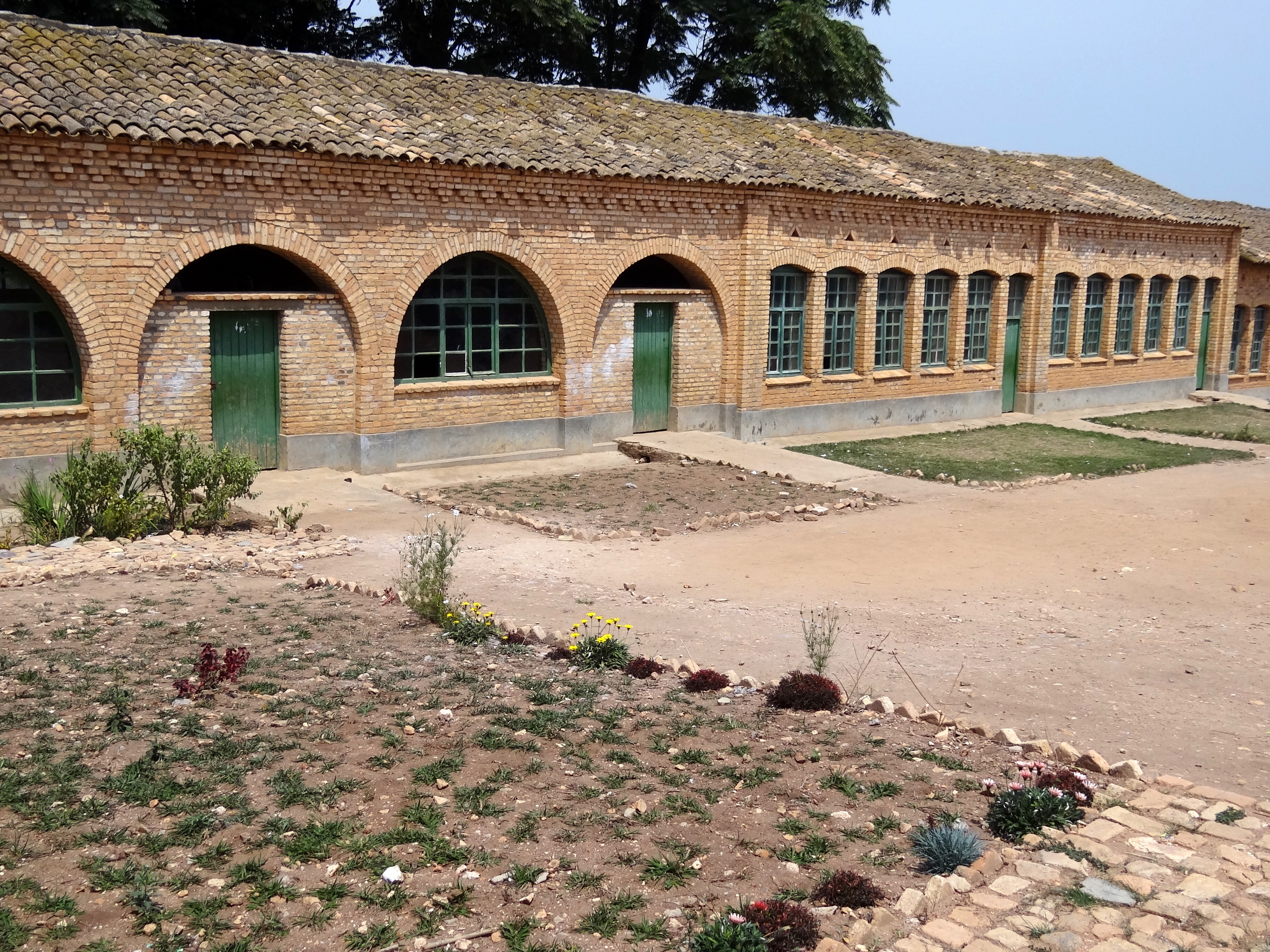
Partie de l'hôpital datant de l'ère coloniale

Bientôt, la mission s'installe à tel point que le roi Musinga, qui est confronté à des rivalités internes, demande en décembre 1906 « que son peuple apprenne à prier. ». En juillet 1907, les missionnaires commencent à construire une école pour les fils de chefs tutsis, qu'ils considèrent comme représentants de l'élite naturelle locale. Cependant lorsqu'un paysan hutu passe devant la justice locale à propos d'un conflit avec son propriétaire hutsi, les missionnaires prennent sa défense et se voient opposer la censure des autorités coloniales. Même s'ils ouvrent progressivement leurs écoles aux hutus, ils favorisent prioritairement l'éducation des Tutsis.
Le 12 décembre 1912, Mgr Hirth devient le premier vicaire apostolique de Kivu (nouveau territoire détaché du vicariat apostolique précédent) dont dépend Kabgayi. Il fonde le Petit Séminaire Saint-Léon en 1913. Certains étudiants à l'origine - qui avaient été formés à la mission de Rubyia (en) (au Tanganyika) - parlaient mieux latin que quelques-uns des vieux prêtres. Mgr Hirth s'établit définitivement à Kabgayi et collabore avec les séminaristes, même après sa retraite en 1921, jusqu'à la fin de sa vie. La Belgique est victorieuse en avril-mai 1916 des Troupes de protection de l'Afrique orientale allemande et succède ainsi à l'Allemagne, comme puissance coloniale. Il y a 30 000 catholiques à Kabgayi en 1921.
La ville devient à l'époque du Ruanda-Urundi le siège du nouveau vicariat apostolique du Ruanda érigé en 1922 avec un Père blanc français de Lorraine, Mgr Léon-Paul Classe, à sa tête. Il fait construire la cathédrale Notre-Dame-de l'Immaculée-Conception en 1923 et s'occupe du Grand Séminaire Saint-Charles-Borromée ouvert en 1913. C'est en 1928 qu'entre au Petit Séminaire Saint-Léon Alexis Kagamé, futur historien rwandais. C'est en 1932 qu'ouvre la première imprimerie du pays à la mission, qui commence à publier le premier journal local, Kinyamateka en 1933. Les voies de communications s'améliorent, ainsi en 1938 une piste relie Kabgayi à Rubengera à l'ouest.

### Les années précédant l'indépendance
Le mandat colonial de la Belgique cesse en 1946 et deux territoires sont formés, le Ruanda et le Burundi, qui sont confiés par les Nations Unies à l'administration belge. Le premier évêque originaire du pays, Mgr Aloys Bigirumwami, est consacré en 1952. En février, le vicariat apostolique du Ruanda est renommé en vicariat apostolique de Kabgayi, érigé en archidiocèse en novembre 1959 par Jean XXIII. Le 11 février 1959 son archevêque, Mgr André Perraudin (1914-2003), déclare dans un mandement de Carême: « dans notre Ruanda, les différences et les inégalités sociales sont pour une grande partie liées aux différences de races, en ce sens que les richesses d'une part et le pouvoir politique et même judiciaire d'autre part, sont en réalité en proportion considérable entre les mains des gens d'une même race ». En clair, même si l'archevêque s'en défend dans ses écrits futurs, c'est une justification morale pour que l'ethnie tutsie cède la place à la majorité hutue. Des massacres de Tutsis ont lieu donc à la fin de l'année. Le contexte des années 1950 est d'une part une certaine élite tutsie qui revendique l'indépendance et conteste le monopole des missionnaires sur l'enseignement (qui l'avaient pourtant formée) et d'autre part l'administration belge qui s'appuie désormais sur les Hutus. Les missionnaires suivent le mouvement et parfois l'accompagnent sous prétexte d'« égalité » et de « charité ». La monarchie tutsie est renversée en 1959. C'est le début de la « révolution sociale du Ruanda ». Des pogroms massifs ont lieu contre les Tutsis jusqu'en 1965, dans un contexte sociopolitique favorable aux Hutus et un contexte ecclésial ouvert à la théologie de la libération.

### Après l'indépendance
L'indépendance est proclamée le 28 janvier 1961 à Gitamara, juste au nord de Kabgayi par le Congrès National Ruandais, dominé par les Hutus, et l'indépendance est accordée par la Belgique le 1er juillet 1962. Le premier président du pays, Grégoire Kayibanda, formé par la mission de Kabgayi et ancien secrétaire de Mgr Perraudin est d'ethnie Hutu. Des prêtres de la congrégation des Joséphites sont assassinés en 1973 ce qui donne le signal à de nouveaux meurtres. Le président et l'archevêque n'interviennent pas.
En avril 1976, l'archidiocèse est rétrogradé en diocèse au profit de territoires attribués au nouvel archidiocèse de Kigali. Un petit nombre de prêtres s'élèvent contre la domination excessive de la « révolution sociale Hutu », à laquelle collabore l'archevêque Hutu de Kigali, Mgr Vincent Nsengiyumva (il sera assassiné par des rebelles tutsis en 1994).
Jean-Paul II visite le Rwanda en 1990 prônant la réconciliation, et l'urgence de réduire la pauvreté. Mgr Thaddée Nsengiyumva, évêque de Kabgayi d'ethnie Hutu, publie une lettre pastorale en 1991 demandant la réconciliation entre les deux ethnies et critiquant les assassinats politiques. Il sera lui-même assassiné par des soldats du FPR en 1994.

### Kabgayi pendant le génocide
Des extrémistes Hutu s'emparent du pouvoir en avril 1994 prenant le prétexte de la mort du président Hutu Juvénal Habyarimana et de son homologue burundais dans un accident d'avion provoqué par un tir de missiles. C'est le signal d'un génocide à l'encontre des Tutsis et des Hutus modérés. Des réfugiés tutsis fuient le pays et commencent aussi à affluer à Kabgayi à la mi-avril. Ils sont 38 000 à la fin du mois de mai, vivant dans des conditions misérables. Le Vatican demande au Conseil de sécurité de créer une « zone de sécurité » pour les sauver du massacre, mais les milices Hutu poursuivent leurs meurtres systématiques, d'autant plus que des « rebelles » tutsis du Front patriotique rwandais commencent à répliquer en envoyant des troupes à partir de l'Ouganda pour s'emparer du pouvoir à leur tour, provoquant aussi des exactions. Les observateurs de l'ONU sur place à Kabgayi ne voient quant à eux aucune exaction de la part des milices Hutu et estiment que les réfugiés tutsis et Hutu modérés ne sont qu'« intimidés » par les milices… Les Interahamwe massacrent les réfugiés en s'enfuyant devant l'avancée du Front patriotique rwandais qui s'empare de la ville début juin. Mgr Nsengiyumva est assassiné le 8 juin par quatre soldats du FPR, sous prétexte de coalition avec le pouvoir précédent, ainsi que l'archevêque de Kigali et l'évêque de Byumba, Mgr Joseph Ruzindana et dix prêtres à Gakurazo au sud de la ville. Le pape s'élève contre ces meurtres. Ces quatre soldats furent condamnés par la justice du nouveau pouvoir FPR rwandais.

## Aujourd'hui

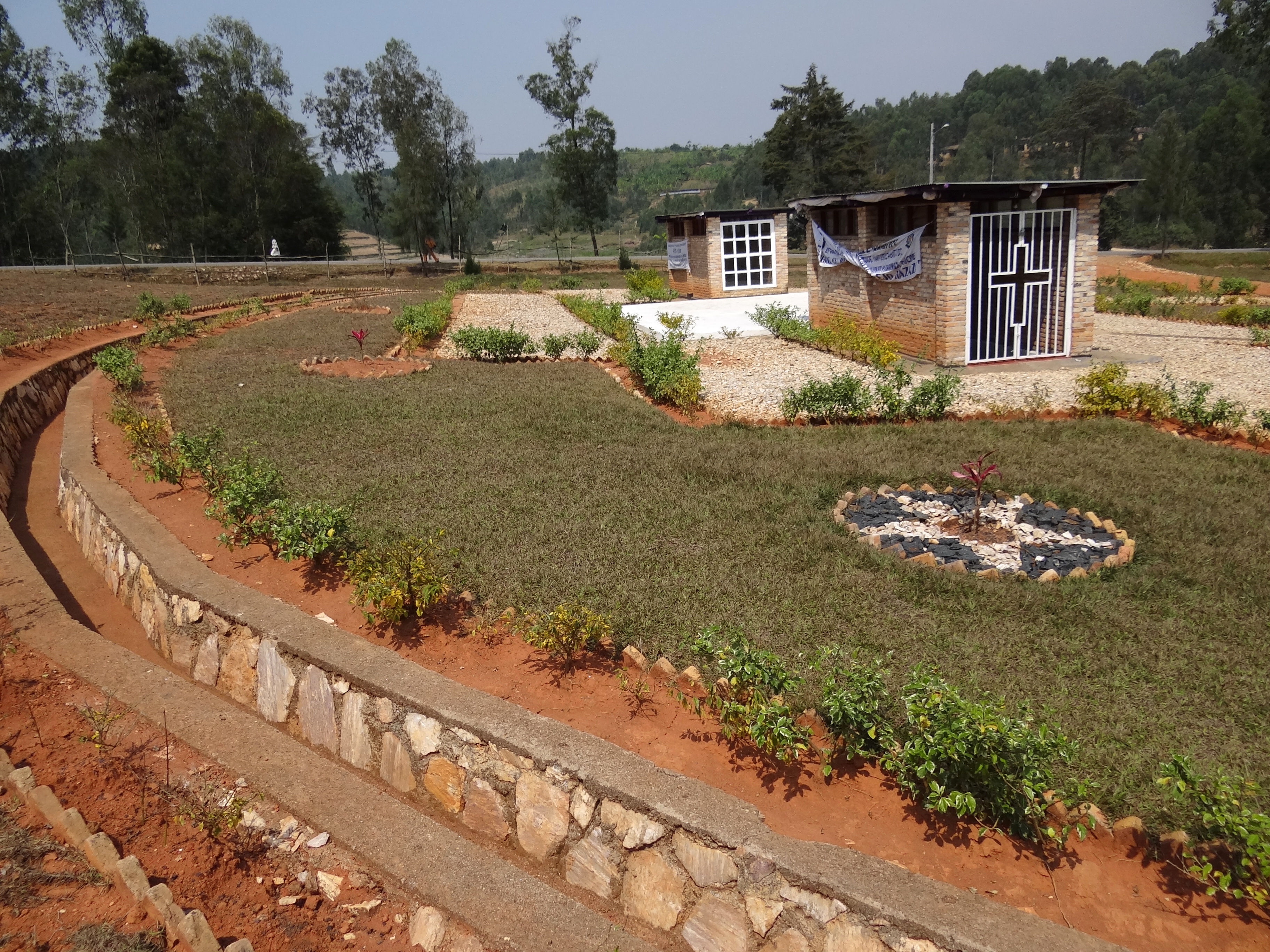
Mémorial du génocide au Rwanda près de la cathédrale où sont enterrées six mille victimes

Un mémorial du génocide a été érigé à proximité de l'hôpital, mais c'est seulement en février 2009 qu'un rapport a révélé l'ampleur des massacres perpétrés à Kabgayi. Un programme de réconciliation est lancé en 1994 auprès de la jeunesse par les Catholic Relief Services américains.
Kabgayi possède un petit musée d'artisanat local de différentes périodes.
Kabgayi abrite également un grand séminaire, le cycle de Philosophie fondé en 1989, une université catholique privée (actuellement appelée Institut Catholique de Kabgayi (ICK) qui a ouvert ses portes en 2002, une école de formation d'infirmières et de sages-femmes, Sainte-Élisabeth, et plusieurs écoles primaires et secondaires, ainsi qu'un hôpital.

## Sources
- (en) Cet article est partiellement ou en totalité issu de l’article de Wikipédia en anglais intitulé « Kabgayi » (voir la liste des auteurs).